# Fabian von Schilcher
Fabian von Schilcher (* 2. Mai 1977 in München) ist ein ehemaliger deutscher Eishockeyspieler (Stürmer), der seine Karriere nach der Saison 2007/08 beim EC Pfaffenhofen beendete.

## Karriere
Von Schilcher begann seine Karriere im Alter von 18 Jahren beim TuS Geretsried in der 1. Liga Süd, wo er von 1995 bis 1997 spielte. Zur Saison 1997/98 wechselte er zum ESC München, kehrte aber nach einer Saison zum TuS Geretsried zurück, bevor er im Jahr 2000 zum EHC München wechselte.
Beim EHC München spielte von Schilcher im Zeitraum von 2000 bis 2006, bestritt dabei 223 Spiele, schoss 106 Tore und bereitete weitere 190 vor. Damit war er bis zur Saison 2012/13 Topscorer in der EHC-internen ewigen Bestenliste. Durch Mike Kompon, mit 362 Spielen, wurde er auf den zweiten Platz verwiesen.
Nach einer vereinslosen Saison im Jahr 2006/07 wechselte er zur Saison 2007/08 zum EC Pfaffenhofen, für den er mit der Rückennummer 27 auflief, aber nur zwei Spiele absolvierte.

## Karrierestatistik
(Legende zur Spielerstatistik: Sp oder GP = absolvierte Spiele; T oder G = erzielte Tore; V oder A = erzielte Assists; Pkt oder Pts = erzielte Scorerpunkte; SM oder PIM = erhaltene Strafminuten; +/− = Plus/Minus-Bilanz; PP = erzielte Überzahltore; SH = erzielte Unterzahltore; GW = erzielte Siegtore; 1 Play-downs/Relegation; Kursiv: Statistik nicht vollständig)